# Ozias Leduc, comme l'espace et le temps
Ozias Leduc, comme l'espace et le temps è un documentario del 1996 diretto da Michel Brault e basato sulla vita del pittore canadese Ozias Leduc.

## Riconoscimenti
- Nomination ai Gémeaux Awards 1997: Miglior Fotografia (Daniel Villeneuve)
- Hot Docs Canadian International Documentary Festival 1997: Miglior Fotografia (Daniel Villeneuve)